# Super Bowl VII
Match précédent Match suivant
Le Super Bowl VII est l'ultime partie de la Saison NFL 1972 de football américain (NFL). Le match a eu lieu le 14 janvier 1973 au Los Angeles Memorial Coliseum de Los Angeles, Californie.
Les Miami Dolphins, jusque-là invaincus, ont remporté le premier trophée Vince Lombardi de leur histoire en s'imposant 14-7 face aux Washington Redskins, leur permettant de réaliser la première et pour l'instant seule saison parfaite de l'histoire de la NFL.
Le safety des Dolphins, Jake Scott, a été nommé meilleur joueur du match après avoir été l'auteur de deux interceptions, dont l'une dans sa end zone au cours du dernier quart-temps.

## Déroulement du match
| Score               | Q1 | Q2 | Q3 | Q4 | Total |
| Miami Dolphins      | 7  | 7  | 0  | 0  | 14    |
| Washington Redskins | 0  | 0  | 0  | 7  | 7     |